# 婢䱵
婢䱵（學名：Latris lineata）又名條紋婢䱵，為婢䱵科婢䱵屬的物種之一，也是該科及該屬的模式物種。

## 分布
本種分佈於南半球，包括大西洋的崔斯坦達庫尼亞群岛及戈夫岛、印度洋的沃尔特斯浅滩、马尔代夫群岛、安达曼群岛、澳洲西南至东南沿岸、塔斯马尼亚、以及太平洋的纽西兰丰盛湾到查塔姆群岛、斯奈尔斯群岛至亞南極圈的奥克兰群岛，棲息於水深介於5—400（16—1,312英尺）的岩礁地带。

## 形態
本魚的背鰭拥有17至19條硬棘以及23至25條軟棘；臀鰭則3條硬棘及26至30條軟棘，37節脊椎。此臀鰭軟棘數及脊椎節數為區分本種的特徵，上體還有三道水平方向的黑色條紋，延伸至鰓蓋及頭部；側體則有一道模糊的寬紋，背部中央則有一道狹紋從頭頂延伸到背鰭前。
成魚個體的平均長度為54.3（21.4英寸），一般不少於51（20英寸），最長可達120.0（47.2英寸），有紀錄的最大重量達25.0（55.1英磅）。

## 生態
本魚的成魚一般生活在岩質礁間，喜歡在珊瑚及無脊椎動物豐富的地方，可能在近岸但較深的水域產卵，并被觀察到可能有往近岸遷徙產卵的現象。
母魚可多次產卵，卵細胞為分批發育型。

## 利用
本魚為經濟魚種，也是水產業及實驗用魚種。
撈捕本魚的主要方式有拖網、串鉤及垂釣。

## 保護狀態
國際自然保護聯盟瀕危物種紅色名錄至今乃未評估本魚的保護狀態。